# Rafał Boguski
Rafał Boguski (nascut el 9 de juny de 1984 en Ostrołęka) és un futbolista polonès que juga pel Wisła Kraków.